# 普宜镇
普宜镇，是中华人民共和国贵州省毕节市七星关区下辖的一个乡镇级行政单位。

## 行政区划
普宜镇下辖以下地区：
老街村、新街村、箐脚村、摆盖村、木窝村、乐都村、冷水村、双河村、龙家寨村和道角村。